# Jurc
Jurc je priimek v Sloveniji, ki ga je po podatkih Statističnega urada Republike Slovenije na dan 1. januarja 2010 uporabljalo 32 oseb.

## Znani nosilci priimka
- Ana Jurc, cineastka, filmska kritičarka
- Maja Jurc (*1954), gozdarska strokovnjakinja
- Metka Jurc (*1961), lutkovna igralka
- Bojan Jurc (*1950), ilustrator, filmski animator
- Dušan Jurc (*1952), biolog, botanik, gozdni fitopatolog
- Vladimir Jurc (*1950), igralec
- Andreja Jurc Pahor (*1969), arhitektka